# Манагадзе, Леван Софронович
Леван Софронович Манагадзе (1895 год, Борчалинский уезд, Тифлисская губерния, Российская империя — неизвестно, Болнисский район, Грузинская ССР) — звеньевой колхоза имени Сталина Болнисского района, Грузинская ССР. Герой Социалистического Труда (1950).

## Биография
Родился в 1895 году в одном из сельских населённых пунктов Борчалинского уезда. С раннего возраста трудился в сельском хозяйстве. Во время коллективизации вступил в колхоз имени Сталина Болнисского района, где занимался выращиванием табака. В послевоенные годы — звеньевой табаководческого звена в этом же колхозе.
В 1949 году звено под его руководством собрало в среднем с каждого гектара по 32,3 центнера листьев табака сорта «Трапезонд» на участке площадью 4,2 гектара. Указом Президиума Верховного Совета СССР от 3 июля 1950 удостоен звания Героя Социалистического Труда за «получение высоких урожаев кукурузы, табака и картофеля в 1949 году» с вручением ордена Ленина и золотой медали «Серп и Молот» (№ 5374).
Этим же указом званием Героя Социалистического Труда были награждены труженики колхоза имени Сталина звеньевые Адександр Михайлович Асатиани, Вахтанг Александрович Асатиани и Рафаил Бичиевич Угрехелидзе. В октябре этого же года почётным званием Героя Социалистического Труда был награждён его бригадир Прокофий Васильевич Чохонелидзе.
После выхода на пенсию проживал в Болнисском районе. Дата смерти не установлена.